# Краус, Герберт
Герберт Краус (сербохорв. Херберт Краус / Herbert Kraus, ивр. הרברט קראוס‎; род. 13 февраля 1910, Бачинци — ум. 12 апреля 1970, Белград) — генерал-майор санитарной службы Югославской народной армии, начальник Белградской военно-медицинской академии в 1949—1953 и 1954—1956 годах.

## Биография
Родился 13 февраля 1910 года в селе Бачинцы около местечка Шид (ныне Воеводина, Республика Сербия). Еврей-ашкеназ по происхождению. Окончил гимназию в Винковцах, куда семья переехала после смерти отца в 1917 году, и медицинский факультет Загребского университета в 1936 году. Был председателем Еврейского академического общества милосердия в 1933—1935 годах. После окончания учёбы отслужил год в Югославской королевской армии, некоторое время работал в загребской школе народного здравоохранения, гражданской гинекологической клинике и клинике внутренних болезней. В 1938 году начал медицинскую практику в деревне Пецка недалеко от Валево, работая в медицинском кооперативе. Краус встретил начало Второй мировой войны в окрестностях Босилеграда и был мобилизован в югославскую армию. После капитуляции уволен из своего кооператива, поскольку был евреем по происхождению.
С 1941 года Герберт Краус участвует в Народно-освободительной войне Югославии. Начинал свою службу как врач Валевского и 1-го Шумадийского партизански отрядов, затем работал в полевых госпиталях городов Нова-Варош и Фоча, с сентября 1942 года помощник начальника санитарного отделения Верховного штаба НОАЮ. В 1944 году занимался эвакуацией раненых в Италию, летом-осенью того же года возглавлял Санитарное отделение штаба базы в Бари. Член Коммунистической партии Югославии с 1941 года, включён в Антифашистское вече народного освобождения Югославии в 1943 году.
После войны Краус работал на разных должностях Санитарной службы Югославской народной армии: с декабря 1946 по октябрь 1947 — начальник Главного военного госпиталя Югославской армии (ныне Военно-медицинская академия Белграда), с сентября 1949 по январь 1953 и с ноября 1954 по май 1956 — начальник Белградской военно-медицинской академии. В 1956 году ушёл на пенсию в звании генерал-майора Санитарной службы ЮНА, до 1962 года занимал пост секретаря по народному здравоохранению Союзного исполнительного вече СФРЮ. С 1962 года и до своей смерти — Директор союзного института здравоохранения, с 1965 года член секретариата Комиссии по финансированию здравоохранения. Работал главным редактором журнала «Народно здравље», входил в правление компании «Pharmaca» и писал статьи в журнал «Комуна».
Скончался 12 апреля 1970 года в Белграде. Место захоронения — Аллея почётных граждан, Новое кладбище Белграда.
Кавалер ряда орденов и медалей, в том числе «Партизанской памяти» 1941 года и ордена «За заслуги перед народом».